# José Saramago
José Saramago (n. 16 noiembrie 1922, Azinhaga, Portugalia – d. 18 iunie 2010, Lanzarote, Insulele Canare, Spania) a fost un scriitor portughez. În 1998 a primit Premiul Nobel pentru Literatură.
Saramago reușește să construiască pe teme deseori suprarealiste (de exemplu desprinderea peninsulei iberice de continentul european), romane cu o acțiune și cu protagoniști foarte din realitate. Romanul Ensaio sobre a cegueira („Eseu asupra Orbirii sau Orașul Orbilor”) conține în detaliu aspectele psihologice și sociologice ale comportamentului uman, într-o anumită situație.
O parte din romanele lui descriu diferite epoci istorice ale Portugaliei, însă nu sunt în primul rând romane istorice, ci caracterizări, uneori ironice, alteori triste, de destine umane.
Saramago a fost ateu și comunist.

## Biografie
José Saramago s-a născut în 1922 în satul Azinhaga din provincia Ribatejo, unde apare în registrul de nașteri ca José de Sousa Saramago într-o familie săracă. Nu și-a permis studii universitare, le-a continuat în regim fără frecvență, lucrând în paralel într-un atelier de sudură.  Numele tatălui său era de Sousa, dar un funcționar l-a înregistrat pe băiat ca „Saramago” (porecla tatălui său). În 1924 pleacă cu părinții, José de Souse și Maria da Piedale, la Lisabona. Aici moare fratele lui, Francisco. Deoarece părinții nu-l pot ține la gimnaziu, face o școală tehnică și lucrează doi ani ca mecanic. În 1944 se căsătorește cu Ilda Reis.
În 1947 apare primul volum de proză, „Țara păcatului”, la vârsta de 24 de ani, în același an în care se năștea fiica lui, Violante, din căsătoria cu Ilda Reis. Până în 1966 nu publică nimic, ajungând la concluzia că ... nu are nimic ce merită să fie spus. După aceea publică poezii și critici. În deceniul 1966-1976, Saramago a scris trei volume de poezii, dar este celebru pentru romanele sale. În anul 1969 intră în Partidul Comunist Portughez (pe atunci interzis). Se desparte de soție și are o relație cu scriitoarea portugheză Isabel da Nóbrega până în 1986.
Saramago a devenit cunoscut internațional abia la 60 de ani, odată cu traducerea în limba engleză a romanului „Memorialul mănăstirii”. A urmat o serie de alte succese, iar în 1998 a devenit primul scriitor portughez care a câștigat Premiul Nobel.
Din 1975 lucrează numai ca scriitor. După divergențe privind romanul său Evanghelia după Hristos, se mută definitiv pe insula Lanzarote.
Saramago a murit în casa sa de la Lanzarote, în Insulele Canare în ziua de 18 iunie 2010, de leucemie. Peste 20 000 de oameni au participat la funeraliile din Lisabona, Portugalia.

## Stil
Stilul narativ al lui Saramago, uneori comparat cu cel al lui Kafka, cu fraze lungi, deseori cuprinzând o pagină întreagă, cu reguli de punctuație proprii, cu propoziții scurte, ritmice, aproape ca într-o poezie, este puternic expresiv, clar, detaliat, cititorul este legănat ca într-o barcă pe un râu liniștit, și rămâne apoi melancolic, cu un zâmbet pe față.
Scriitorul american John Updike a descris stilul lui Saramago ca fiind „relaxat, dezarmant de direct, care dovedește un interes pentru viața cotidiană, caracterizat de respect pentru viață și plin de spirit critic. Proza sa nu este străină de speculații filosofice și psihologice, dar are și o doză de înțelepciune populară nepretențioasă.”
Criticul literar britanic James Wood i-a descris stilul astfel: „[Saramago] are abilitatea de a părea în același timp înțelept și ignorant... Deseori folosește ceea ce poate fi numit un stil neidentificabil, liber, indirect... de parcă [cartea] n-ar fi povestită de scriitor ci de către un grup de bărbați înțelepți și oarecum limbuți, grup din care face parte și povestitorul. Acestei comunități îi plac truismele, proverbele, clișeele.”

## Opere publicate

### Poezii
- Os Poemas Possíveis. Portugália Ed. 1966, Ed. Caminho, 1982
- Provavelmente Alegria. Livros Horizonte 1970, Ed. Caminho, 1985
- O Ano de 1993. Ed. Futura 1975, Ed. Caminho, 1987

### Critică
- Deste Mundo e do Outro. Ed Arcádia 1971, Ed Caminho, 1985
- A Bagagem do Viajante: crónicas. Ed. Futura 1973, Ed. Caminho, 1986
- As Opiniões que o DL teve. Seara NovaEd. Futura, 1974
- Os Apontamentos: crónicas política. Seara Nova, 1976, Ed. Caminho, 1990

### Jurnale
- Cadernos de Lanzarote I. 1994
- Cadernos de Lanzarote II. 1995
- Cadernos de Lanzarote III. 1996
- Cadernos de Lanzarote IV. 1997
- Cadernos de Lanzarote V. 1998

### Jurnal de călătorie
- Viagem a Portugal. Círculo de Leitores 1981, Ed. Caminho, 1984

### Teatru
- A Noite. Ed. Caminho, 1979
- Que Farei Com Este Livro?. Ed. Caminho, 1980
- A Segunda Vida de Francisco de Assis. Ed. Caminho, 1987
- In Nomine Dei. Ed. Caminho, 1993

### Proză și romane
- Terra do Pecado. Minverva, 1947
- Manual de Pintura e Caligrafia. Moraes Ed. 1977, Ed. Caminho, 1984
- Objecto Quase. Moraes Ed.1978, Ed. Caminho, 1984
- Poética dos Cinco Sentidos - O Ouvido. 1979
- Levantado do Chão. Ed. Caminho, 1980
- Memorial do Convento. Ed. Caminho, 1982, Círculo de Leitores, 1984
- O Ano da Morte de Ricardo Reis. Ed. Caminho, 1984
- A Jangada de Pedra. Ed. Caminho 1986, Círculo de Leitores, 1987
  - Pluta de piatra, Editura Univers, 1990
- História do Cerco de Lisboa. Ed. Caminho, 1989
- O Evangelho Segundo Jesus Cristo. Ed. Caminho, 1991
- Ensaio sobre a Cegueira. Ed. Caminho, 1995
- Todos os Nomes. Ed. Caminho, 1997
- O Conto da Ilha Desconhecida. Assírio&Alvim, 1997
- A Caverna Ed. Caminho, 2000
- O Homem Duplicado Ed. Caminho, 2002
- Ensaio sobre a lucidez Ed. Caminho, 2004

## Traduceri în limba română
- Pluta de piatra. Ed. Polirom, 2002
- Toate numele. Ed. Polirom, 2002, 2008, 2011
- Anul mortii lui Ricardo Reis. Ed. Polirom, 2003, 2009
- Evanghelia dupa Isus Cristos. Ed. Polirom, 2003,2012
- Istoria asediului Lisabonei . Ed. Polirom, 2004
- Eseu despre orbire. Ed. Polirom, 2005, 2008
- Memorialul minastirii. Ed. Polirom, 2007
- Intermitentele mortii. Ed. Polirom, 2007, 2009
- Omul duplicat. Ed. Polirom, 2009
- Pestera. Ed. Polirom, 2009
- Eseu despre luciditate. Ed. Polirom, 2008
- Farime de memorii. Ed. Polirom, 2009
- Calatoria elefantului. Ed. Polirom, 2010
- Manual de pictura si caligrafie. Ed. Polirom, 2010
- Caietul. Texte scrise pentru blog: septembrie 2008 - martie 2009. Ed. Polirom, 2010
- Calatorie prin Portugalia. Ed. Polirom, 2011
- Caietul. Texte scrise pentru blog: martie 2008 - noiembrie 2009. Ed. Polirom, 2011
- Cain. Ed. Polirom, 2012